# Albrights sjukdom
Albrights sjukdom, är en sporadiskt uppträdande sjukdom, som första gången beskrevs av den amerikanske läkaren Fuller Albright 1937
Albrights sjukdom karakteriseras av cystiska skelettförändringar med fläckvisa pigmenteringar inom motsvarande hudområden. Den förekommer vanligast hos flickor och uppträder normalt i samband med för tidig pubertetsutveckling på grund av äggstockscystor med ökad östrogenbildning. Orsaken till sjukdomen är okänd.